# Havea Tui'ha'ateiho
Hon. Havea Tui'ha'ateiho (17 de marzo de 1910 - 4 de febrero de 1962), nacido como Sione Fatukimotulalo, fue un noble tongano. Se desempeñó como vice primer ministro y Parlamentario en la Asamblea Legislativa.

## Biografía

### Familia
Nació como hijo del Hon. Havea Tui'ha'ateiho Kelepi Fulilangi Havea (1874–1940) y Sinalauli'i Mafile'o (1878–1928). En 1933 se casó con Leafa'itulangi Seumanutafa, la hija de un jefe samoano. La unión no produjo descendencia.

### Educación
Sione Fatukimotulalo fue educado desde 1919 en Australia, donde se matriculó en el Newington College como John Fatu.

### Carrera en el Parlamento
Formó parte de la Asamblea Legislativa de Tonga, como el 12º Havea Tui'ha'ateiho desde 1940 hasta su muerte en Vakeli en 1962. 